# Falska färger

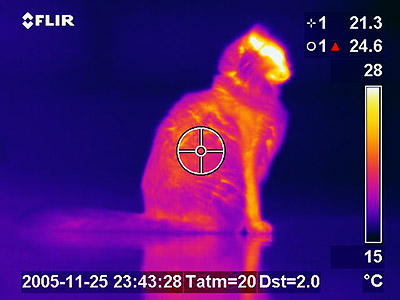
En katt avbildad i termiskt infrarött

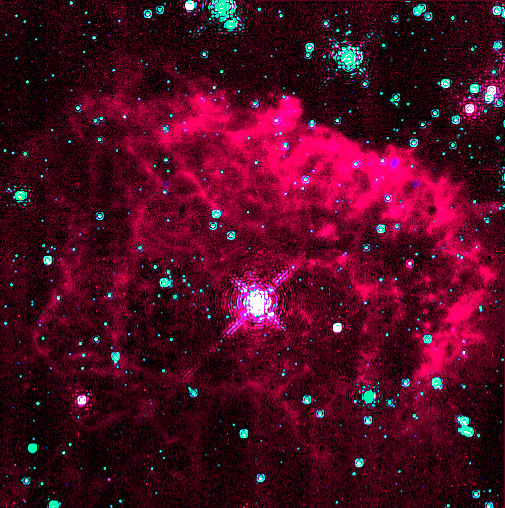
Falskfärgsbild på Pistolstjärnan och Pistolnebulosan, tagen i infrarött av Near Infrared Camera and Multi-Object Spectrometer.

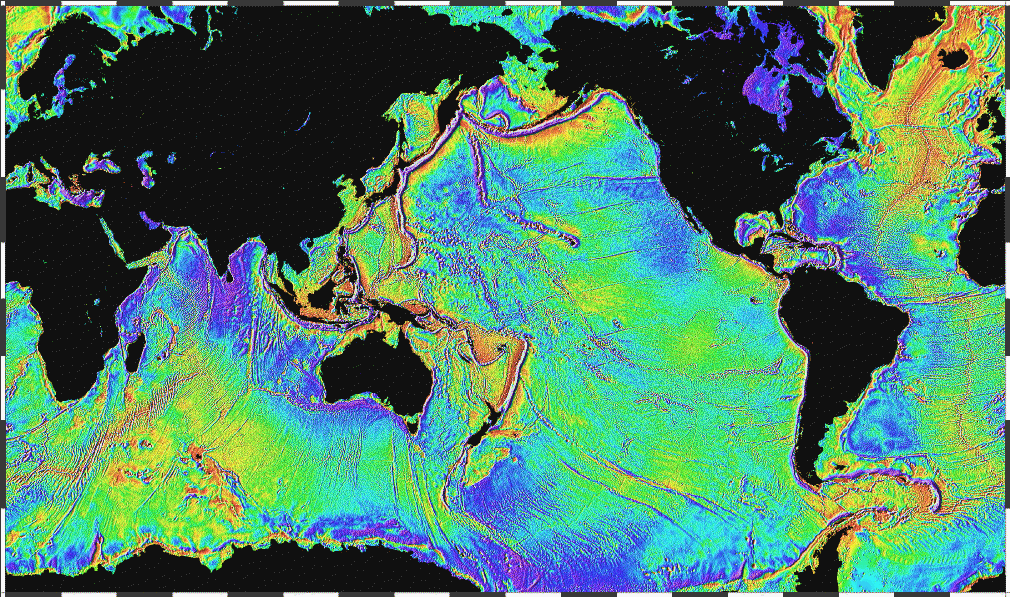
Karta över större djupskillnader under vatten. (1995, NOAA)

En bild i falska färger avbildar ett motiv i andra färger än det skulle ha visats i på ett riktigt färgfoto. 
En bild i sanna färger visar en bild som för det mänskliga ögat är en trogen avbildning av det ursprungliga motivet: ett grönt träd är grönt, en tomat är röd och himlen är blå. När man talar om sanna färger i fråga om ett svart-vitt foto har de olika färgerna nyanser av grått som motsvarar den relativa ljusheten hos motsvarande ytor i originalmotivet. Tidiga fotografier hade större känslighet inom den blå delen av spektrum än i den röda, de blå färgerna blev därför ljusare och de gula eller röda mörkare än de uppfattandes av ögat. Med införandet av ortokromatiska och senare pankromatiska emulsioner rättades detta till, så att senare fotografier framträder i ”sanna färger”. 
Absolut ”sanna färger” kan dock inte erhållas, eftersom varje fotografisk emulsion eller ljuskänsligt halvledarelement har andra egenskaper än den mänskliga näthinnan. Ett fotografiskt negativ skulle också kunna beskrivas som en bild i falska färger. När man talar om falska färger avser man emellertid inte sådana avvikelser utan färger på bilden som avsiktligen helt avviker från originalets. Falska färger används ofta för att beskriva bilder där färgen representerar någon färg utanför den del av spektrum som människan normal uppfattar eller bilder som inte avbildar något ljus över huvud taget. En karta, där olika höjd på landet har avbildats i olika färg är ett exempel på en avbildning i falska färger: låglänta områden i grönt, högre terräng i brunt och gult, de allra högsta bergen i vitt ger en bild där färgerna inte svarar mot deras verkliga utseende. 
Foton på infraröd film är känsliga för ljus i synligt ljus och ett smalt område av nära infrarött ljus. De används tillsammans med filter som tar bort de delar av ljuset i det synliga området man inte vill ha med, oftast inom det blå området. Svart-vit infraröd film använder en gråskala baserat på ljusheten i den del av spektrum man har valt ut. Infraröda färgfilmer avbildar ljus i det synliga och nära infraröda området i olika färger. Tillsammans med ett lämpligt filter får man en förskjutning av våglängdsskalan på ungefär 150 nm: gröna färger avbildas blå, röda färger avbildas gröna och infraröda avbildas röda.
Digitala foton kan manipuleras elektroniskt för att avbilda godtyckliga delar av spektrum med godtyckliga färger. På detta sätt kan man åskådliggöra information i bilden som annars hade varit svårt att se.  
Satellitfotografier baserar sig på digitala kamerors avbildningar, och de är oftast avbildningar i falska färger. Kamerorna i vädersatelliter är känsliga mellan långvågigt ultraviolett till kortvågigt infrarött, och bilderna från satelliterna bearbetas digitalt för att ge upplysningar från hela det våglängdsområde kamerorna täcker och om höjden på det land som avbildas. Så kan till exempel blått representera ultraviolett och violett, grönt höjden och rött infrarött. Då skulle en klargul pixel visa ett område på hög höjd som reflekterar i infrarött men inte i ultraviolett, en magenta pixel ett låglänt område som reflekterar både infrarött och ultraviolett ljus och så vidare. Eftersom människans färgseende uppfattar tre oberoende koordinater, rött grönt och blått, kan högst tre parametrar avbildas på detta sätt. Andra avbildningar som omfattar färger som inte uppfattas av det mänskliga ögat återges ofta i falska färger, t.ex. bilder från Hubble-teleskopet eller av Saturnus ringar från rymdsonden Cassini-Huygens.
En värmekamera ger en avbildning där färgerna inte representerar olika våglängder utan olika ljusintensiteter. Detta illustreras väl i färgbilden av katten: man ser tydligt var kattens kroppsvärme ger en ljus röd färg, medan kallare områden motsvaras av mörkare blå färger. Här härleds bilden i ”pseudofärger” från en ursprungligen enfärgad bild, där varje pixel ges färg motsvarande den ursprungliga ljusheten i det valda våglängdsområdet enligt på förhand uppställda gränser. Detta har därmed likheter med färgerna på kartan som diskuterades ovan, där de olika färgerna bestäms av variationen i en parameter ( höjden respektive intensiteten av det infraröda ljuset). Även om färgsättningen här inte tillför information kan den göra informationen tydligare genom att utnyttja inte bara nyanser i grått utan också kontrasten mellan olika färger.
Artikeln till stor del baserad på motsvarande från engelsk Wikipedia.